# The Outlast Trials
The Outlast Trials är en multiplayer och skräckspel skapad av Red Barrels. Spelet släpptes ut först som betaversion den 18 maj 2023, och släpptes ut den 5 mars 2024 på spelkonsoler. Det är den fjärde spelet i Outlast-serien. Spelet är inspirerad av den ökända MK-Ultra projektet som utfördes av CIA mellan åren  1953 till 1973.  

## Handling
Spelet utspelar sig under den kalla kriget. Murkoff Corporation vill utföra ett experiment där försökspersoner ska omvandlas till sovande spioner. Försökspersonernas psykiska hälsa och moraliska tänkande kommer sättas på prov, när det kastas in i en värld full av våld, rädsla och misstro. Om försökspersonerna klarar av experimentet, kommer det att förtjäna sin frihet. 